# Postkoitale Dysphorie
Postkoitale Dysphorie bezeichnet das Erleben von Traurigkeit, depressiven Verstimmungen, Melancholie, Angst oder Aggression nach einem Orgasmus. Die mit postkoitaler Dysphorie in Verbindung stehenden negativen Emotionen können laut psychoanalytischen Berichten fünf Minuten bis zu mehreren Stunden anhalten.

## Philosophische Betrachtungen
Das Phänomen wird dem antiken griechischen Medizinschriftsteller Galenos von Pergamon zugeschrieben, der angeblich geschrieben haben soll: „Jedes Tier ist nach dem Geschlechtsverkehr traurig, außer der menschlichen Frau und dem Hahn.“ Dieses Zitat findet sich jedoch nicht in Galens erhaltenen Schriften. Sigmund Freud und Havelock Ellis gebrauchten dasselbe Sprichwort, das sie beide einem anonymen Autor zuschrieben. Erst Jahrzehnte später wurde die Aussage unter Sexualwissenschaftlern mit Galen in Verbindung gebracht.
Baruch Spinoza schrieb in seiner Tractatus de Intellectus Emendatione (übersetzt: Abhandlung über die Verbesserung des Verständnisses): „Was sinnliche Freuden betrifft, ist der Geist so darin gefangen, als sei er in einem [wahren] Gut in Frieden, dass er völlig daran gehindert ist, an etwas anderes zu denken. Doch nachdem der Genuss der sinnlichen Freuden vorüber ist, folgt die größte Traurigkeit. Wenn diese den Geist auch nicht völlig in Anspruch nimmt, verwirrt und stumpft sie ihn doch gründlich ab.“ Arthur Schopenhauer bemerkte in einem späteren Artikel über dieses Phänomen: „Unmittelbar nach der Kopulation ist das Lachen des Teufels zu hören.“

## Medizinische Untersuchungen
Eine im Jahr 2019 veröffentlichte Studie berichtete, dass 40 % einer Stichprobe von 1208 männlichen Teilnehmern mindestens einmal in ihrem Leben eine postkoitale Dysphorie durchlebt hatten und 20 % in den vier Wochen vor der Studie davon betroffen waren. Diese Studie berichtete auch, dass 3–4 % der Stichprobe regelmäßig an Symptomen litten, die der postkoitalen Dysphorie zugeordnet werden können.
In Bezug auf das Vorkommen des Phänomens bei Frauen deuten erste Studien darauf hin, dass rund jede dritte Frau nach einem Orgasmus schon einmal ein solches Erlebnis hatte. Eine im Jahr 2015 veröffentlichte Studie, zu der 195 heterosexuelle Teilnehmerinnen befragt wurden, ergab, dass 46 % der Befragten mindestens einmal in ihrem Leben ein solches Erlebnis durchlebt hatte.